# Alexandre Monnet

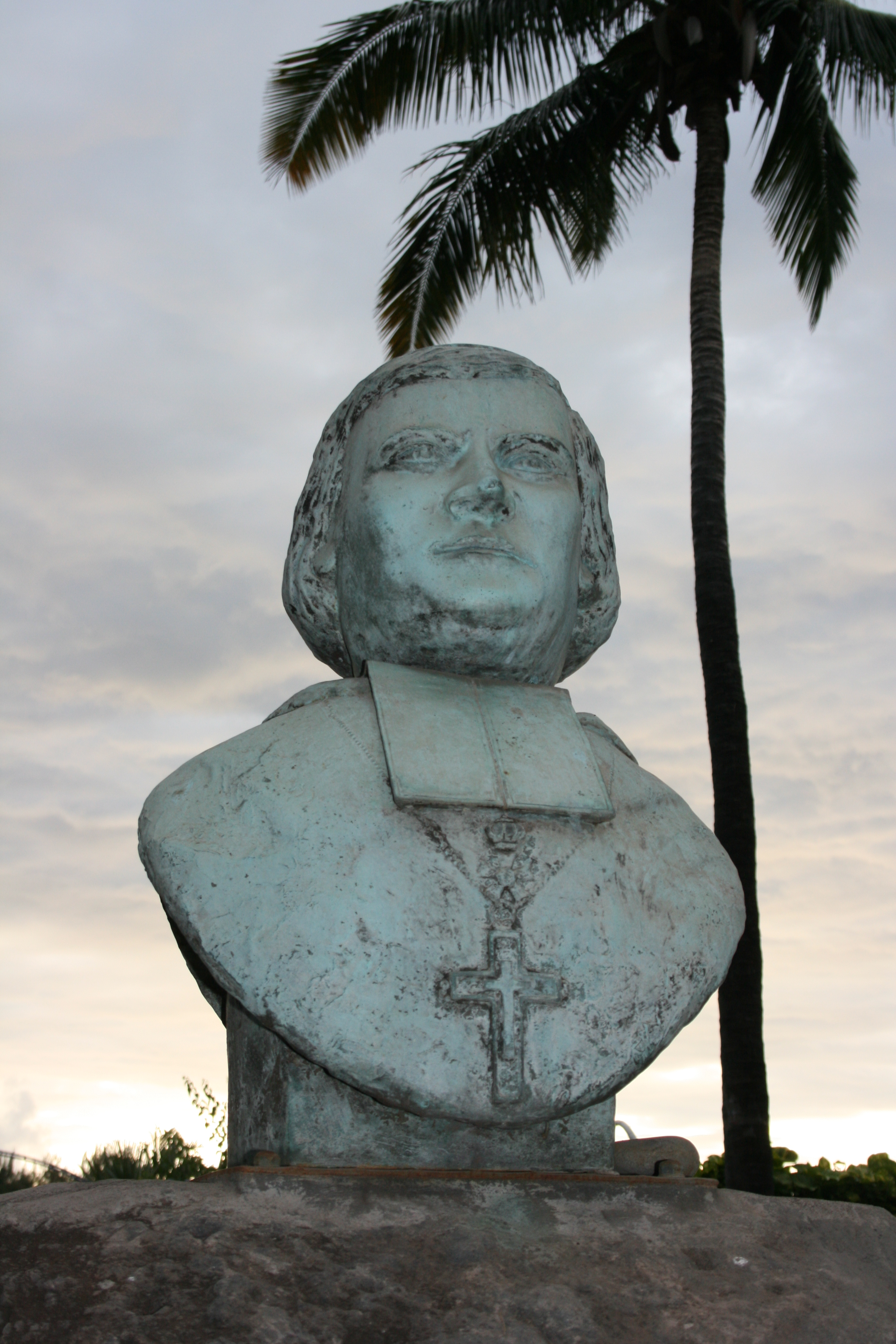
Büste von Bischof Alexandre Monnet CSSp auf dem Friedhof Cimetière marin de Saint-Paul in Saint-Paul auf Réunion

Alexandre-Hippolyte-Xavier Monnet CSSp (* 4. Januar 1812 in Mouchin, Frankreich; † 1. Dezember 1849 in Dzaoudzi) war ein französischer Bischof der römisch-katholischen Kirche und Generaloberer der Spiritaner. Von 1848 bis zu seinem Tod war er Apostolischer Vikar von Madagaskar.

## Leben
1837 wurde er zum Priester geweiht. Im Februar 1840 trat er in das Priesterseminar der Missionsgesellschaft vom Heiligen Geist unter dem Schutz des Unbefleckten Herzens Mariens ein. Am 20. Februar 1840 reiste er nach Réunion ab und kam am 9. Juni 1840 an. Da er für die Befreiung der Sklaven war, erhoben sich die Siedler gegen ihn und er wurde vom Gouverneur von Réunion ausgewiesen. Am 2. März 1848 wurde er zum Generaloberen der Kongregation gewählt. Von diesem Amt trat er zurück, als er am 3. Oktober 1848 von Pius IX. zum Titularbischof von Pella und Apostolischen Vikar von Madagaskar ernannt wurde. Pierre Giraud, Erzbischof von Cambrai, weihte ihn am 5. November 1848 im Seminar der Kongregation mit Assistenz von Pierre-Louis Parisis, Bischof von Langres, und Jean-Marie Graveran, Bischof von Quimper, zum Bischof. Er starb bereits ein Jahr später, am 1. Dezember 1849, auf der Reise von Cherbourg nach Madagaskar. Er wirkte auf den Inseln um Madagaskar, starb aber, bevor er die Hauptinsel betrat.